# Juanita (Mumie)
Juanita taufte man die Mumie eines Inkamädchens, die im September 1995 von den Teilnehmern einer Expedition unter Leitung des amerikanischen Archäologen Johan Reinhard in der Nähe des Ampato-Gipfels (Peru) in einer Höhe von über 5000 m gefunden wurde.
Neben dem ihr verliehenen Namen wird sie auch die Jungfrau aus dem Eis (span.: La Niña del Hielo) genannt. Juanita war ein Menschenopfer der Inkas an den Berg Ampato, der in dem Glauben der Inkas über die Wasserversorgung und die Ernte herrschte.

## Forschungs- und Entdeckungsgeschichte

### Fundumstände
Die Entdeckung Juanitas im Jahr 1995 war einer der wichtigsten archäologischen Funde der letzten Jahrzehnte auf dem amerikanischen Kontinent. Zu dieser Zeit war sie die erste weibliche Mumie aus der präkolumbischen Zeit, die zudem noch fast vollständig eingefroren und kaum ausgetrocknet war. Entdeckt wurde Juanita von den Expeditionsteilnehmern unter der Leitung von Johan Reinhard. Bei ihrer Expedition am Ampato entdeckten Reinhard und sein Begleiter Miguel Zárate im Inneren des Gipfelkraters ein Bündel, das von einem Eis-Grat freigegeben wurde, der erst kurz zuvor durch die ausgestoßene Asche des benachbarten Vulkans Sabancaya aufgeschmolzen worden war. Es war zunächst nur der Inka-Haarschmuck, den die beiden an diesem Bündel erkennen konnten, zu bemüht waren sie, die Mumie so schnell wie möglich wieder in die konservierende Umgebung des Eises zu bringen. So wurde das rund 40 kg schwere Bündel innerhalb von zwei Tagen in die katholische Universität Santa María (einem Unterstützer dieser Expedition) in Arequipa gebracht. Trotz aller Anstrengungen sind noch heute die Spuren zu erkennen, die durch die Sonneneinstrahlung vor der Entdeckung entstanden: Eine Gesichtshälfte von Juanita hat eine deutlich dunklere Farbe als die andere.

### Körperlicher Befund
Das Mädchen war zu seinem Todeszeitpunkt rund 14 Jahre alt und 1,40 m groß und wog 35 Kilogramm. Es war schlank und gesund, sein Gebiss war vollständig und die Knochen von normaler Dichte.

### Todesumstände
Juanita starb zwischen 1440 und 1450 durch einen heftigen Schlag auf ihren rechten Hinterkopf im Bereich des Occipitallappen. Es wird vermutet, dass sie vor ihrem gewaltsamen Opfertod auch Drogen verabreicht bekam. Aus den Untersuchungen des erhaltenen Mageninhalts ergab sich, dass sie den Tag vor ihrem Tod gefastet hatte.
Noch heute herrscht große Anerkennung für die damaligen Bergbesteigungen der Inkas, die mit ihrer dünnen Ausrüstung und ohne technische Hilfsmittel Höhen von mehr als 6000 Metern erreichten. So muss auch Juanita, an deren Füßen man Sandalen fand, von Anfang an gewusst haben, dass sie zu ihrer Opferung an den Ampato auf diesen Berg stieg. Diese Opferung galt zur Zeit der Inkas als eine der höchsten Ehren, die einem Individuum zukommen konnte. Sie wurde durch die begleitenden Priester durchgeführt.

### Untersuchungen
Kurz nach ihrem Fund wurde Juanita an das Johns Hopkins Hospital in Baltimore, Maryland, gebracht, wo sie einer Computertomographie sowie Röntgenuntersuchungen unterzogen wurde; hier wurden unter anderem die Fraktur des Schädels und der Mageninhalt festgestellt bzw. untersucht. Am Institut für Genforschung in Maryland (Institute for Genomic Research (TIGR)) wurden ihr DNA-Proben entnommen. Durch die Studie an ihrer DNA konnte gezeigt werden, dass die Menschen, die Amerika über die Beringstraße erreichten, aus Taiwan und Korea kamen.
2023 wurde ihr Gesicht von peruanischen und polnischen Forschern digital rekonstruiert.

## Ausstellungsgeschichte
Nach den wissenschaftlichen Untersuchungen wurde die Mumie als Ausstellungsstück auf eine Tour durch die Vereinigten Staaten (1996) und Japan (1999) geschickt. National Geographic widmete der Expedition, die zu ihrer Entdeckung führte, im Juni 1996 einen ausführlichen Bericht.

### Vereinigte Staaten 1996
Während ihres Aufenthalts in den Vereinigten Staaten kam es auch zu einem Treffen mit dem Präsidenten der Vereinigten Staaten dieser Zeit, Bill Clinton. Der Präsident soll bei dem Anblick der Mumie (von einigen Quellen bei einem Dinner in Stamford, Connecticut von anderen im Museum von National Geographic) gesagt haben If I were a single man, I might ask that mummy out. That's a good-looking mummy! (Wenn ich Single wäre, ich würde diese Mumie zum Essen einladen. Das ist eine wirklich hübsche Mumie!). Peruanische Wissenschaftler sollen diese Aussage als geschmacklos kommentiert haben.

### Japan 1999
Die Reise durch Japan dauerte 15 Monate. Während dieser Zeit hat Juanita dreizehnmal den Ort gewechselt – Umstände, die den Zustand der Mumie hätten bedrohen können.

## Gegenwärtige Situation
Nach ihren beiden Auslandsreisen wurde Juanita wieder in das Museo Santuarios Andinos in Arequipa gebracht, wo sie in einer speziell angefertigten Tiefkühlvitrine bei −19 °C aufbewahrt wird und von den Besuchern des Museums besichtigt werden kann.
Über ihren Verbleib gab es aber weiterhin Streitigkeiten: Der Bürgermeister von Cabanaconde, dem Ort, der ihrem Fundort am Ampato am nächsten gelegen war, forderte den Leichnam zur Ausstellung in seiner Stadt ein. Es ging hierbei vor allem um die Erlöse aus dem Eintrittsgeldern, an denen seine Ortschaft nicht beteiligt wurde. Cabanconde eignet sich jedoch nicht zur langfristigen Ausstellung der Mumie, da hier weder die technischen Voraussetzungen für eine langfristige Aufbewahrung noch für notwendige Überprüfungen und Tests vorhanden sind.

## Weitere Opferfunde
Neben Juanita werden noch andere Mumien von Menschenopfern der Inkazeit im Museo Santuarios Andinos ausgestellt. Es handelt sich hierbei auch um Kinder, die Urpicha (Quechua für Kleine Taube), die auf dem Vulkan Picchu Picchu gefunden wurde, Sarita (benannt nach ihrem Fundort, dem Sarasara-Vulkan) genannt wurden sowie fünf weitere Mumien, die am Vulkan El Misti nahe Arequipa gefunden wurden.